# Lederschnitt

Lederschnitt-Einband des Stonyhurst Colleges

Der Begriff Lederschnitt bezeichnet eine Technik der Lederverzierung, bei der ein Motiv mit einem Messer in vorher erwärmtes und eingeweichtes Leder geschnitten wird und durch anschließendes Empordrücken der Schnittkanten plastisch erhaben erscheint. 
Der Lederschnitt wurde im Mittelalter in ganz Europa zur Verzierung vieler lederbezogener Gebrauchsgegenstände eingesetzt. Sowohl Kästen und Truhen als auch Schwertscheiden oder Urkundebehälter wurden auf diese Weise geschmückt. Vornehmlich im deutschen Sprachraum des 15. Jahrhunderts fand der Lederschnitt darüber hinaus vielfache Anwendung auf kostbaren Einbänden.

## Geschichte
Während die Kopten schon sehr früh ihre Einbände mit Lederschnitt verzierten, war die Verwendung dieser Technik im Abendland, obwohl schon seit dem 7. Jahrhundert bekannt, noch eine Seltenheit. Die beiden frühesten erhaltenen Lederschnittbände stammen aus dem 8. Jahrhundert. Die Fuldaer Codices Bonifatiani 2 und 3, der sogenannte Ragyndrudis-Codex, Fulda, Dommuseum, Cod. Bonif. 2, und das sogenannte Cadmug-Evangeliar, Fulda, Dommuseum, Cod. Bonif. 3, sowie das Cuthbert-Evangeliar des Stonyhurst College in Lancashire, London British Library, Additional MS 89000, früher ebd., Loan 74, stellen aber sowohl in ihrem zeitlichen Auftreten als auch durch ihre schlichte Ornamentik seltene Ausnahmen dar. 

Lederschnitt-Einband des 15. Jahrhunderts

Im 15. Jahrhundert jedoch kam der Lederschnitt zu einer wahren Blüte. Besonders deutsche Lederschnittkünstler schufen zahlreiche Weise Luxuseinbände, die zumeist sehr vielfältig, phantasievoll und detailreich verziert waren. Die Darstellungen reichten von Tiermotiven, Madonnen- und Heiligenfiguren über Wappen und Medaillons hin zu der bevorzugten Schmuckform, rein ornamentalen, von der Natur inspirierten Mustern. Zu Beginn des Jahrhunderts noch relativ flach gehalten, lediglich die Umgebung wurde niedergepunzt, wurden die Darstellungen zur Jahrhundertmitte hin immer plastischer. Teilweise ging man sogar über das reine Heraustreiben der Motive hinaus und erzeugte durch Unterlegen der Schnittkanten mit Kitt reliefartige Anmutungen. In der Regel trat der Lederschnitt als einziger Schmuck auf, lediglich in der zweiten Jahrhunderthälfte wurde er gelegentlich auch mit dem Blinddruck kombiniert. Farben oder Beize konnten die Darstellung auf den meist braunen Ledern jedoch beleben. Zu Beginn des 16. Jahrhunderts brach die Anwendung des Lederschnitts vollständig ab. Der Versuch einiger Künstler des 19. Jahrhunderts, u. a. Georg Hulbe aus Hamburg, ihn wiederzubeleben, scheiterte.
Im Gegensatz zu anderen Einbandverzierungen lag der Lederschnitt in der Regel nicht in der Hand des Buchbinders, sondern wurde von eigenständigen Lederschnittmeistern ausgeführt. Diese arbeiteten jedoch meist anonym und zogen umher, so dass bisher nur in wenigen Fällen eine namentliche Zuordnung gelungen ist. Inwiefern bei kombinierten Lederschnitt-Blinddruck-Bänden eine Kooperation zwischen Buchbinder und Lederschnittkünstler stattfand, ist noch nicht endgültig geklärt.

## Herstellung

Moderne Lederschnitt-Arbeit

Der Lederschnitt erfolgte wie alle Deckenverzierungen stets nach dem Beziehen der Buchdeckel, dem sogenannten Insledermachen. Eine eventuelle Bearbeitung des Leders durch Beizen hatte jedoch schon zuvor, in einem Arbeitsgang mit dem Schärfen des Leders, zu geschehen. Falls vorhanden, musste zunächst die Vorzeichnung auf das Leder übertragen werden. Dieses wurde dafür angefeuchtet, die Zeichnung aufgelegt und mithilfe eines spitzen Stiftes durchgepaust. 
Vor dem Schneiden des Leders musste der Einband wieder trocknen. Dann wurde das Messer senkrecht angesetzt und vom Ausführenden weg, stückweise der Vorzeichnung entlang, durch das Material geschnitten. Dabei war besonders auf die Schnitttiefe zu achten, um einerseits nicht durch das Leder hindurch zu schneiden, andererseits aber auch genug Raum für die folgende Modellierung zu geben. Durch ein weiteres Anfeuchten ließ man die Schnittkanten nun zunächst etwas aufquellen. Damit sich die Linien nicht mehr schlossen, trieb man sie anschließend mithilfe eines Aufreißstiftes auseinander, um sie direkt darauf mit dem Modelliereisen in die abschließende Form zu bringen. Eine Punzierung des unbearbeiteten Grundes schließlich konnte erheblich zur Erzeugung von Licht und Schatten beitragen. War das Leder erst wieder getrocknet, blieb die plastische Ausformung später dauerhaft erhalten.